# Pink Venom
«Pink Venom» es una canción del grupo surcoreano Blackpink. Fue lanzada el 18 de agosto de 2022 a través de YG Entertainment e Interscope Records, como el primer sencillo de prelanzamiento de su segundo álbum de estudio surcoreano de larga duración del grupo, titulado Born Pink, que se lanzará el 16 de septiembre de 2022. La canción fue escrita por Teddy Park y Danny Chung, y compuesta por el mismo Teddy junto a 24, R.Tee e IDO, con estos tres últimos también a cargo de los arreglos musicales.

## Antecedentes y lanzamiento
El 26 de abril de 2022, el medio de comunicación surcoreano Sports Dong-A reportó que, según una fuente de la industria musical, Blackpink se estaría preparando para regresar con un nuevo álbum. Dos días más tarde, medios de Corea del Sur actualizaron la información reportando el inminente regreso de Blackpink no antes de julio de 2022.
El 19 de mayo de 2022, el medio surcoreano JTBC Newsroom informó que Blackpink tendría su próximo lanzamiento musical en el tercer trimestre del año, tras encontrarse inactivas durante casi dos años después de su primer álbum de estudio The Album. «Se espera que Blackpink regrese en el tercer trimestre y comience una gira en el cuarto trimestre», señaló Hyein Lee, investigadora de Yuanta Securities.
El miércoles 6 de julio de 2022, YG Entertainment anunció de manera oficial el lanzamiento del nuevo álbum de Blackpink para agosto del mismo año. Semanas más tarde, el 26 de julio, se dio a conocer que el grupo se encontraba en medio del rodaje de su vídeo musical, el cual representaba «un alto costo de producción».
El 31 de julio de 2022, la compañía lanzó sorpresivamente un vídeo promocional bajo el título de Born Pink, anunciando de manera definitiva el lanzamiento de un sencillo de prelanzamiento en agosto, su nuevo álbum en septiembre y el inicio de una nueva gira mundial a partir de octubre de 2022.
El 7 de agosto se anunció de manera oficial que el primer sencillo de prelanzamiento del nuevo álbum llevaría por nombre «Pink Venom», ha ser lanzado el 19 de agosto de 2022. El anuncio vino acompañado de un cartel promocional. El 10 de agosto se publicaron las primeras imágenes conceptuales de cada una de las miembros del grupo, en el que se aprecian a cada una tras un vidrio roto en pedazos y luciendo cada una de ellas una vestimenta distinta, todos diseños de la marca Mugler de diversas temporadas. Al día siguiente fueron publicados los primeros cuatro vídeos conceptuales, cada uno de solo catorce segundos, donde se muestran a cada una de las miembros atrapadas en una jaula de cristal con sus vidrios rotos, luciendo fuertes e inspirando confianza, con Jisoo mostrándose elegante con un gran lazo en su vestido, Jennie con maquillaje de ojos con piedras preciosas, Rosé con cabello gris ceniza atado en dos partes, y Lisa con cabello largo y rojo, mientras se oye una breve música de suspenso. El 13 de agosto se informaron los créditos de la canción a través de un cartel, donde se apreció por primera vez a las cuatro miembros juntas bajo el nuevo concepto del álbum. Un día después se presentó un nuevo vídeo conceptual, con las cuatro miembros en escena.
El 16 de agosto de 2022 fue publicado el primer adelanto del vídeo musical de «Pink Venom», donde se oye por primera vez un breve fragmento de la canción en la voz de Rosé diciendo «I bring the pain like», con un geomungo sonando de fondo. El 17 y 18 de agosto se lanzaron dos nuevos carteles conceptuales con todas las miembros del grupo.

## Promoción
El 18 y 19 de agosto de 2022, YG Entertainment llevó a cabo la campaña denominada Light Up the Pink, que consistió en iluminar de color rosado seis importantes estructuras de Asia y Estados Unidos a modo de celebración del regreso musical de Blackpink, que consideró el N Seoul Tower (Corea del Sur), la Torre de Tokio (Japón), el Sinar Mas Plaza (China), el Central World (Tailandia), y el puente de Brooklyn junto con la rueda gigante del Santa Monica Pacific Park (EE. UU.).
Dos horas antes del lanzamiento oficial, el grupo realizó una conferencia de prensa en línea privada solo para medios autorizados, donde hablaron sobre sus expectativas y adelantaron algunos detalles de su nuevo sencillo.
Una hora antes del lanzamiento del sencillo, Blackpink realizó una transmisión en vivo a través de su canal oficial de YouTube, para comunicarse con los fanáticos de todo el mundo. Esta emisión tuvo lugar en un amplio plató que reproduce el lugar de rodaje del vídeo musical. El grupo además reveló historias respecto al nuevo sencillo, charlas detrás de escena durante la filmación del vídeo y adelantos del plan de actividades para el lanzamiento de su álbum Born Pink. Además, desde el día del lanzamiento y hasta el 15 de septiembre se llevará a cabo un desafío musical a través de YouTube Shorts, donde fans de todo el mundo podrán compartir sus versiones del baile de «Pink Venom» a través de dicha plataforma con el hashtag #PinkVenomChallenge. «Cada vez que Blackpink lanza música nueva, elevan su trabajo al siguiente nivel y estoy seguro de que 'Pink Venom' no será diferente. Me encanta el #PinkVenomChallenge on Shorts y será increíble ver lo que crean los blinks en todo el mundo», señaló Lyor Cohen, director global de música de YouTube.

### Vídeo musical
El 16 de agosto de 2022 fue publicado un vídeo de adelanto del vídeo musical de «Pink Venom», de tan solo 24 segundos. El 19 de agosto de 2022 a las 13:00 hrs. (KST) fue lanzado el vídeo musical de «Pink Venom» a través de YouTube.
Riddhi Chakraborty de la revista Rolling Stone India describió al vídeo musical como «una exhibición deslumbrante de la moda y la cultura a través de las épocas, que incluye todo, desde la tradición coreana y los guiños al fenómeno Y2k». La toma de apertura muestra a Jisoo vestida con un traje inspirado en el tradicional hanbok con toques contemporáneos mientras toca un geomungo, una cítara coreana, rodeada de personas arrodilladas vistiendo capuchas negras y lentes de realidad virtual mientras repiten a coro la palabra «Blackpink», para luego dar paso a Jennie que atraviesa un muro de hormigón en un camión monstruo tirando versos paseándose por una alfombra roja colocada delante del vehículo. Luego se ve a Lisa entrando a una habitación dentro de una pirámide, donde toma una manzana negra de un árbol y se la come mientras sus ojos se vuelven rosados al dar el primer bocado. Rosé muestra vibraciones punk-rock más oscuras, vestida de negro látex y sacando un corazón negro de un pantano aceitoso del mismo color, para dar paso a Jennie y Lisa en un entorno inspirado en principios de la década de 2000 durante sus versos de rap, cantando sobre una fuerte base de batería. Posteriormente Jisoo interpreta sus versos caracterizada como una vampira que recolecta artículos peligrosos y Rosé tocando una guitarra eléctrica en una cueva iluminada por el fuego, para finalizar todas juntas en una poderosa coreografía acompañadas de un grupo de bailarinas. Los escenarios van desde garajes arenosos hasta un paraíso selvático completo, donde el cuarteto realiza el baile final sobre el agua.
Elizabeth De Luna, de la revista Time, señaló que el vídeo musical de «Pink Venom» es «una extensión directa del universo visual del grupo, que a menudo se les encuentra bañados en rosas, morados y amarillos, recorriendo todos los elementos. Todos estos aparecen en “Pink Venom” cuando las miembros individuales marchan o causan destrucción, otro tropo de Blackpink, antes de unirse en una secuencia final con docenas de bailarines. En todo momento, el grupo se mantiene cerca de sus raíces de la moda, con Lisa luciendo un sombrero de pescador con la marca Celine y gritando la etiqueta en la letra. Luego usa una ombliguera de Alexander Wang mientras Jennie baila con botas de Chanel y Jisoo hace alarde de un ombliguera de Dior».
Estas referencias a las marcas y casas de moda, varias de las cuales tienen a las miembros de Blackpink como embajadoras globales, están muy presentes a lo largo de todo el vídeo musical. Tanto revista W como Vogue destacaron la fuerte presencia de moda y estilo en cada una de las integrantes del grupo en el vídeo: a Jisoo luciendo un vestido de Miss Sohee y otro traje blanco con corsé de Marina Eerrie, además de un top de Dior; a Jennie con un vestido Alaïa rojo transparente firmado por Pieter Mulier con estampado de guepardo y plataformas de la marca GCDS, además de un top corto Adidas del equipo de fútbol inglés Manchester United con perlas de Vivienne Westwood y una chaqueta Jeff Hamilton de cuero vegetal cubierta con parches de equipos de baloncesto, junto a prendas de las casas de moda Demobaza y Chanel; a Rosé con un look monocromático de la marca vietnamita Fanci, un vestido de látex negro de Yves Saint Laurent y un par de prendas de Didu y Skoot; y a Lisa con vestuario de Celine y zapatos GCDS, joyería de Bulgari, un top de pañuelo de Alexander Wang, pantalones Sicko Cartel y botas camper de Rick Owens x Dr. Martens.
En solo nueve horas desde su lanzamiento, el vídeo musical logró convertirse en el vídeo de YouTube con más reproducciones del 2022 en su primer día, al alcanzar cincuenta millones de visitas. En veinticuatro horas, el vídeo acumuló 86,2 millones de visitas según el registro inicial de la plataforma musical, ubicándose en el cuarto lugar de la lista de vídeos en línea más vistos en 24 horas de YouTube de todos los tiempos, y superó luego las cien millones de visitas en tan solo veintinueve horas y treinta y cinco minutos desde su lanzamiento, superando el récord que ostentaba la propia Blackpink con su sencillo «How You Like That» (32 horas y 22 minutos). Dos días después, YouTube entregó la cifra oficial de reproducciones en sus primeras veinticuatro horas, corrigiendo el valor de 86,2 a 90,4 millones de vistas.
El 20 de agosto de 2022 fue publicado un vídeo detrás de escena del rodaje del vídeo musical, donde se aprecia a las miembros preparándose, comentando algunas de las escenas y llevando a cabo las coreografías y los períodos de filmación en elaborados escenarios. Luego, el 25 de agosto fue publicado un vídeo de reacción de las miembros del grupo reunidas viendo por primera vez el vídeo musical.

### Presentaciones en vivo
El 27 de agosto de 2022, el grupo publicó a través de su cuenta oficial de YouTube un vídeo con una presentación en vivo de «Pink Venom» bajo el título de Special Stage. El 28 de agosto, Blackpink se presentó en el programa surcoreano Inkigayo del canal SBS donde interpretó su sencillo, en una actuación que tuvo que ser pregrabada debido a la imposibilidad de asistir al programa el día de transmisión por encontrarse en Estados Unidos. Ese mismo día horas más tarde, el grupo se presentó en el evento principal de los MTV Video Music Awards 2022, donde interpretó en vivo su sencillo «Pink Venom», convirtiéndose en el primer grupo femenino de pop coreano en actuar en la historia de dicho evento musical, en una presentación que fue considerada, tanto por revista Time como por Billboard, «una de las mejores performances de la noche».

### Vídeo de práctica
El 24 de agosto de 2022, fue publicado en YouTube el vídeo de práctica de la canción. En él, las cuatro miembros muestran la coreografía completa de la canción, vestidas en ropa deportiva de colores blanco y negro, acompañadas por dieciséis bailarinas de respaldo a lo largo de toda la canción, todas vestidas de negro.

## Composición y letra
«Pink Venom» es una canción hiphop e EDM que incorpora una instrumentación tradicional coreana a través de un geomungo en armonía con un ritmo fuerte y un agudo rap a lo largo de la mayoría de sus versos. Tiene una duración de tres minutos y seis segundos y está compuesta en la tonalidad de do mayor con un tempo de noventa pulsaciones por minuto. La canción fue escrita por Teddy Park y Danny Chung, y fue compuesta por el mismo Teddy junto a 24, R.Tee e IDO, con estos tres últimos también a cargo de los arreglos musicales.
En conferencia de prensa, Jennie señaló que «Dado que el título de nuestro álbum es Born Pink, queríamos transmitir nuestra identidad en la canción tanto como pudiéramos. Ya que “pink” y “venom” tienen imágenes contradictorias, pensamos que nos representan muy bien. Nos llamamos Blackpink y la contradicción es nuestro encanto, queríamos mostrar eso, un veneno rosa, un veneno encantador, son las palabras que mejor nos expresan». En tanto, Rosé dijo respecto a la canción que «Recuerdo la primera vez que escuché la canción en el estudio; era realmente nueva y tenía sonidos que nunca antes habíamos intentado. Realmente quería grabar la canción de inmediato y poder mostrar nuestra actuación».
Respecto al fuerte sonido hiphop de la canción, Jennie descartó cualquier comparación con el hiphop occidental y los raperos, y explicó: «Nosotras, cuatro chicas veinteañeras de diferentes orígenes, estamos usando el coreano y el inglés para tejer música pop con una base de hiphop. Tal vez si los raperos realmente geniales en Estados Unidos, que hacen “hiphop real”, nos miran, puede parecer un poco como niñas haciendo cosas. Nuestro hiphop no es del tipo rebelde, pero creo que estamos haciendo algo muy bueno. ¿Qué hiphop es esto? ¡No sé, pero es genial!».
La canción comienza con el punteo aireado de un geomungo, un instrumento tradicional coreano, mientras las miembros cantan «Blackpink» en un tono burlón de patio de escuela. Las voces melosas de Rosé y Jisoo se entrelazan con los versos de rap compartidos por Jennie y Lisa, que a veces recuerdan el éxito de la banda coreana Seo Taiji and Boys «Come Back Home», fuertemente influenciado por el hiphop estadounidense. La letra captura la dualidad característica del acto, con Rosé cantando, «Soy una flor con veneno» y Jisoo siguiendo más tarde con «tan hermoso, es brutal». Por su parte, Lisa realiza una interpolación del éxito de Rihanna del año 2005 «Pon de Replay», incorporando a su rap inicial el verso «It goes one by one, even two by two».
Esta última no sería la única referencia dentro de la canción. La frase «Kick in the door, waving the coco» es probablemente una alusión a Biggie Smalls y su frase «Kick in the door, waving the .44» de la canción «Kick In the Door», mientras que las referencias al veneno junto con la frase «Look what you made us do» («Mira lo que nos hiciste hacer») parecen ser un guiño directo a «Look What You Made Me Do» del álbum Reputation de la artista Taylor Swift. Otras letras son referencias más directas al creciente estatus de las miembros del grupo como íconos de moda internacionales; Lisa hace mención a su cargo de embajadora mundial con la casa de moda Celine diciendo «Esta es la vida de un vándalo enmascarado y todavía estoy en los crímenes de Celine o no sería yo», mientras que Jennie hace una reverencia similar con «Hablo y hablo, las pasarelas camino y camino», señalando su propio acuerdo con Chanel.

### Controversia
El 5 de septiembre de 2022 se dio a conocer que «Pink Venom» fue excluida de la lista en competencia del programa musical Music Bank del canal público surcoreano Korean Broadcasting System, al ser considerada como «inadecuada», tras señalarse que «como resultado de una deliberación, la canción no se pudo clasificar y se decidió no ser transmitida». Se agregó que el 24 de agosto, la revisión del canal estimó inapropiada la canción por violar el Artículo 46 de las Regulaciones de Revisión de Radiodifusión, por hacer mención en su letra de una marca de un producto específico, en alusión a la marca francesa Celine. Por su parte, YG Entertainment tampoco solicitó una revisión posterior o la censura solo de la palabra, como se suele proceder.

## Recepción

### Comentarios de la crítica
Tanu I. Raj de la revista especializada NME señaló en su crítica que «Blackpink adopta un enfoque sónico comparativamente mínimo, pero no menos audaz, en “Pink Venom” que en lanzamientos anteriores como “Boombayah” o “Ddu-Du Ddu-Du”. Si bien su sonido característico de hiphop está siempre presente, cortesía del productor Teddy Park, la base de la canción es una progresión sólida y constante interpretada con el geomungo, la cítara tradicional coreana que Jisoo toca en el vídeo musical». Además agregó que «Jennie, Jisoo, Lisa y Rosé se muestran más arrogantes y seguras que nunca en este prometedor adelanto del segundo álbum». Por otra parte, Lauren Puckett-Pope de revista Elle dijo que «El equipo de Blackpink, Jennie, Lisa, Jisoo y Rosé, intentan crear la mezcla alquímica correcta de azúcar y especias. “Pink Venom” es una contradicción inherente: dulce pero letal, modesta pero poderosa. La canción es pegadiza pero desconcertante, una mezcla desorientadora de rap, voces flotantes y un estribillo anticlimático, que presenta algunos huevos de Pascua en su letra... No importa si “Pink Venom” no es un lanzamiento particularmente rompedor para el grupo; está haciendo exactamente lo que la letra pretende: recordarle al mundo quién está a cargo».
Jon Carmanica del diario estadounidense The New York Times indicó en su reseña que «Born Pink tiene el consuelo de la anarquía. Cada cuatro compases, ingresa un nuevo enfoque: elasticidad familiar del pop coreano, temas sueltos del Medio Oriente, rock chillón, rap de la costa oeste y más. Existe donde el maximalismo pasa de la filosofía a la estética». Charlie Harding del sitio web Vulture señaló que «La canción es un homenaje maximalista al hiphop y pop clásico que intensifica la tendencia reciente de intenso sampleo e interpolación. Justo cuando Blackpink se decide por un sonido, la banda da la vuelta al guion en el segundo verso con un sintetizador modular al estilo G-funk quejumbroso que flota sobre un ritmo de hiphop de los noventa que recuerda a “Work It” de Missy Elliott, pero todas estas referencias occidentales se equilibran con sonidos coreanos». Rob Sheffield de Rolling Stone señaló que «“Pink Venom” explotó este verano. En su éxito más llamativo hasta el momento, alternando entre inglés y coreano, se pavonean con el grandilocuente estilo de una banda clásica de glam metal de los ochenta, al nivel de Poison o Mötley Crüe, especialmente cuando Rosé proclama “¡Soy tan rocanrol!”».
Glenn Rowley de revista Billboard indicó en su análisis del sencillo que «“Pink Venom” es la culminación de todo lo que Blackpink hace bien mientras logra superar un poco sus límites. El concepto mismo de “Pink Venom” resume perfectamente la dicotomía en la raíz del nombre y la identidad del grupo, y es un tema en el que se han apoyado en el pasado, en temas como “Ddu-Du Ddu-Du”, “Kill This Love” y “Pretty Savage”. Por supuesto, todavía están trabajando con sus tradicionales colaboradores de YG, quienes han ayudado a crear el sonido de las chicas desde, al menos, Square Up, aunque las contribuciones de Teddy Park datan de 2018. Dicho esto, también pienso que incorporar el uso del geomungo sobre el canto de apertura fue una forma inteligente de agregar un nuevo elemento a la mezcla». Rafael Sánchez Casademont de revista Esquire indicó que la canción «Es el mensaje que tiene todo el álbum, la identidad y el carácter de Blackpink y no es de extrañar que sea este tema el elegido para comenzar el álbum. Tiene, además, el vídeo musical y la coreografía más espectacular del grupo hasta la fecha, y eso es decir muchísimo».

### Rendimiento comercial
En Corea del Sur, «Pink Venom» debutó en el primer lugar en la lista musical Global K-Pop Chart del registro Circle Chart en su primera semana, mientras que, tanto en la lista Circle Digital Chart como en Circle Streaming Chart alcanzó la segunda posición en su segunda semana. En Japón, la canción debutó en la décima octava posición del Oricon Digital Chart y se ubicó en la segunda posición durante su segunda semana en el Billboard Japan Hot 100. En la India, el sencillo se estrenó en el primer lugar de la lista musical de la Indian Music Industry (IMI). En Singapur, la canción debutó en el primer lugar de la lista musical de la Recording Industry Association Singapore (RIAS).
En los Estados Unidos, el sencillo debutó, tras la primera semana desde su lanzamiento, en el primer lugar de la lista Billboard Global 200 con 212,1 millones de transmisiones en todo el mundo en la semana de seguimiento del 19 al 25 de agosto, siendo su primera vez el primer lugar en este gráfico musical y el segundo total de transmisión semanal más grande en todo el mundo desde el inicio del Global 200 en septiembre de 2020. También se ubicó en el primer lugar de la lista Billboard Global Excl. U.S., igualando lo conseguido por «Lovesick Girls» en 2020, su anterior sencillo. En ambas listas se mantuvo en el primer lugar también durante su segunda semana. Además encabezó también la lista Billboard Hot Trending Songs, siendo la primera canción en debutar directamente en la primera posición desde la creación de la lista. En la lista de éxitos Billboard Hot 100 se estrenó en la vigésima segunda posición, siendo su octava entrada en dicha lista y su segunda mejor ubicación alcanzada, solo superada por «Ice Cream» (2020) que se ubicó en la décima tercera posición.
En Europa, la canción se ubicó en la posición número 32 del Official Chart de Alemania, en Irlanda debutó en la vigésima tercera posición del Iris Singles Chart (IRMA),  en Suecia llegó a la primera ubicación de la lista musical Sverigetopplistan, mientras que en el Reino Unido alcanzó la décima segunda posición del OCC UK Singles Chart. En este último país se mantuvo por tres semanas dentro de los mejores cuarenta puestos, convirtiéndose en la primera canción de una artista femenina de pop coreano en la historia en alcanzar dicho logro en la lista oficial de sencillos. En Eslovaquia y Chequia se ubicó en las posiciones 20 y 51, respectivamente ,según la Federación Internacional de la Industria Fonográfica, y logró la segunda posición en el chart de los Países Bajos. En Oceanía, el sencillo debutó en la novena posición en la lista Recorded Music NZ de Nueva Zelanda y alcanzó por primera vez el primer lugar en la lista musical ARIA de Australia.
En cuanto a servicios de transmisión, YG Entertainment informó el 20 de agosto de 2022 que «Pink Venom», tras un día desde su lanzamiento, encabezó la lista mundial de canciones de iTunes, con una distribución de popularidad uniformemente repartida en cuatro continentes: Norteamérica, Sudamérica, Europa, Asia y Oceanía, y ocupó el primer lugar en un total de sesenta y nueve regiones. Además, pasó directamente al primer lugar en las listas musicales surcoreanas de Bugs, Vibe y Genie. En la lista Melon Top 100 del servicio de música Melon, ingresó al tercer lugar en solo una hora. En Spotify, alcanzó en su primer día la primera posición en la lista Global Top Songs, convirtiéndose en la primera canción en idioma coreano en la historia en encabezar dicha lista musical, ocupando este lugar durante sus tres primeros días y acumulando 20,39 millones de reproducciones. Días después se informó que el día en que se lanzó la canción, «Pink Venom» se convirtió en la pista más reproducida de la plataforma de transmisión por una artista femenina en un solo día durante 2022.

## Otras versiones
- El cantante surcoreano Kino, del grupo Pentagon, realizó una versión roquera de la canción en el episodio n.º 380 del programa musical de variedades King of Mask Singer del canal MBC, el 13 de noviembre de 2022.[101]

## Créditos
Créditos adaptados de Tidal y Melon. Grabado en los estudios de The Black Label.
| Blackpink - Jisoo – voz - Jennie – voz - Rosé – voz - Lisa – voz | Producción - Teddy Park – productor, letrista, compositor - 24 – compositor, arreglista - R. Tee – productor, compositor, arreglista - Danny Chung – letrista - IDO – compositor, arreglista |

## Reconocimientos

### Premios y nominaciones
| Año  | Evento                       | Premio                                                    | Resultado | Ref.    |
| ---- | ---------------------------- | --------------------------------------------------------- | --------- | ------- |
| 2022 | Asian Pop Music Awards       | Canción del año (extranjero)                              | Ganador   | [ 104 ] |
| 2022 | Asian Pop Music Awards       | Top 20 - Canción del año (extranjero)                     | Ganador   | [ 104 ] |
| 2022 | Asian Pop Music Awards       | Grabación del año (extranjero)                            | Nominado  | [ 105 ] |
| 2022 | Asian Pop Music Awards       | Vídeo musical del año (extranjero)                        | Nominado  | [ 105 ] |
| 2022 | Asian Pop Music Awards       | Mejor performance de baile (extranjero)                   | Nominado  | [ 105 ] |
| 2022 | BreakTudo Awards             | Vídeo musical internacional del año                       | Ganador   | [ 106 ] |
| 2022 | China Year End Awards        | Sencillo más vendido                                      | Ganador   | [ 107 ] |
| 2022 | China Year End Awards        | Sencillo internacional más vendido                        | Ganador   | [ 107 ] |
| 2022 | China Year End Awards        | Sencillo pop coreano más vendido                          | Ganador   | [ 107 ] |
| 2022 | China Year End Awards        | Sencillo femenino más vendido                             | Ganador   | [ 107 ] |
| 2022 | China Year End Awards        | Sencillo de un grupo más vendido                          | Nominado  | [ 108 ] |
| 2022 | MAMA Awards                  | Vídeo musical del año                                     | Ganador   | [ 109 ] |
| 2022 | MAMA Awards                  | Canción del año                                           | Nominado  | [ 110 ] |
| 2022 | MAMA Awards                  | Mejor performance de baile (grupo femenino)               | Nominado  | [ 110 ] |
| 2022 | MTV Europe Music Awards      | Mejor vídeo musical                                       | Nominado  | [ 111 ] |
| 2022 | MTV Video Music Awards Japan | Mejor grupo (vídeo internacional)                         | Ganador   | [ 112 ] |
| 2022 | MTV Video Music Awards Japan | Vídeo musical del año                                     | Nominado  | [ 113 ] |
| 2022 | NRJ Music Awards             | Vídeo musical internacional del año                       | Nominado  | [ 114 ] |
| 2022 | People's Choice Awards       | Vídeo musical de 2022                                     | Nominado  | [ 115 ] |
| 2023 | Circle Chart Music Awards    | Canción del año (agosto)                                  | Ganador   | [ 116 ] |
| 2023 | Golden Disk Awards           | Bonsang digital                                           | Nominado  | [ 117 ] |
| 2023 | iHeartRadio Music Awards     | Mejor vídeo musical                                       | Nominado  | [ 118 ] |
| 2023 | iHeartRadio Music Awards     | Sampleo favorito                                          | Nominado  | [ 118 ] |
| 2023 | MTV Video Music Awards       | Mejor coreografía (K. Tutin, S. Lalau, L. Jung, T. Cheng) | Ganador   | [ 119 ] |
| 2023 | MTV Video Music Awards       | Mejor pop coreano                                         | Nominado  | [ 120 ] |
| 2023 | MTV Video Music Awards       | Mejor dirección de arte (Seo Hyun-seung)                  | Nominado  | [ 120 ] |
| 2023 | MTV Video Music Awards       | Mejor edición (Seo Hyun-seung)                            | Nominado  | [ 120 ] |
| 2023 | Pop Golden Awards            | Canción pop del año                                       | Nominado  | [ 121 ] |
| 2023 | Pop Golden Awards            | Canción pop coreana del año                               | Nominado  | [ 122 ] |
| 2023 | Purecharts Awards            | Vídeo musical del año                                     | Ganador   | [ 123 ] |

### Premios en programas de música
| Programa                  | Fecha                    | Ref.    |
| ------------------------- | ------------------------ | ------- |
| Show Champion (MBC Music) | 24 de agosto de 2022     | [ 124 ] |
| M! Countdown (Mnet)       | 25 de agosto de 2022     | [ 125 ] |
| M! Countdown (Mnet)       | 1 de septiembre de 2022  | [ 126 ] |
| M! Countdown (Mnet)       | 8 de septiembre de 2022  | [ 127 ] |
| Inkigayo (SBS)            | 4 de septiembre de 2022  | [ 128 ] |
| Inkigayo (SBS)            | 18 de septiembre de 2022 | [ 129 ] |
| Inkigayo (SBS)            | 25 de septiembre de 2022 | [ 130 ] |

### Premios en tiendas de música en línea
| Premio                  | Fecha                    | Ref.    |
| ----------------------- | ------------------------ | ------- |
| Weekly Popularity Award | 29 de agosto de 2022     | [ 131 ] |
| Weekly Popularity Award | 5 de septiembre de 2022  | [ 132 ] |
| Weekly Popularity Award | 19 de septiembre de 2022 | [ 133 ] |

### Listados
| Publicación            | Lista                                                        | Ranking  | Ref.    |
| ---------------------- | ------------------------------------------------------------ | -------- | ------- |
| Amazon Music           | Lo mejor de 2022: K-Pop                                      | Incluida | [ 134 ] |
| Apple Music            | 25 canciones de pop coreano más buscadas en Shazam de 2022   | 5.º      | [ 135 ] |
| Billboard              | Nueva música favorita de la semana                           | 1.º      | [ 136 ] |
| Billboard              | Mejores presentaciones en los VMAs 2022                      | 2.º      | [ 54 ]  |
| Billboard              | Las 25 mejores canciones de pop coreano de 2022: Staff Picks | 4.º      | [ 137 ] |
| BuzzFeed México        | Los 12 mejores momentos de los VMAs de este año              | Incluida | [ 138 ] |
| Elle India             | 10 K-Pop Music Videos Served Major Fashion In 2022           | 1.º      | [ 139 ] |
| Genius Korea           | Las 100 canciones más populares del 2022                     | 1.º      | [ 140 ] |
| Hypebae                | The best K-Pop songs and music videos of 2022                | Incluida | [ 141 ] |
| Rolling Stone          | The 100 Best Songs of 2022                                   | 35.º     | [ 142 ] |
| Spotify                | Most Streamed Top K-Pop Songs Globally 2022                  | 3.º      | [ 143 ] |
| The National News      | The best K-pop songs of 2022                                 | Incluida | [ 144 ] |
| Tidal                  | K-Pop: Best of 2022                                          | Incluida | [ 145 ] |
| Tidal                  | Videos: Best of 2022                                         | Incluida | [ 146 ] |
| Universal Music Canada | Best Music Videos 2022                                       | Incluida | [ 147 ] |

## Posicionamiento en listas
| Lista (2022)                                        | Mejor posición |
| --------------------------------------------------- | -------------- |
| Alemania (Official Chart)                           | 32             |
| Argentina (Argentina Hot 100)                       | 32             |
| Australia (ARIA)                                    | 1              |
| Austria (Ö3 Austria Top 40)                         | 28             |
| Brasil (Billboard Brazil Songs)                     | 18             |
| Canadá (Canadian Hot 100)                           | 4              |
| Corea del Sur (Circle Digital Chart)                | 2              |
| Corea del Sur (Circle Streaming Chart)              | 2              |
| Eslovaquia (Singles Digitál Top 100)                | 20             |
| España (PROMUSICAE)                                 | 75             |
| Estados Unidos (Billboard Hot 100)                  | 22             |
| Estados Unidos (Billboard Global 200)               | 1              |
| Estados Unidos (Billboard Global Excl. U.S.)        | 1              |
| Estados Unidos (Billboard Digital Songs Sales)      | 3              |
| Estados Unidos (Billboard World Digital Song Sales) | 1              |
| Estados Unidos (Billboard Hot Trending Songs)       | 1              |
| Finlandia (Radiosoittolista)                        | 72             |
| Francia (SNEP)                                      | 44             |
| Grecia (IFPI)                                       | 9              |
| Hungría (Single Top 40)                             | 5              |
| India (IMI)                                         | 1              |
| Irlanda (IRMA)                                      | 23             |
| Italia (FIMI)                                       | 94             |
| Japón (Billboard Japan Hot 100)                     | 10             |
| Japón (Oricon Digital Chart)                        | 18             |
| Japón (Oricon Streaming Chart)                      | 10             |
| Lituania (AGATA)                                    | 11             |
| Nueva Zelanda (RIANZ)                               | 9              |
| Países Bajos (Single Tip)                           | 2              |
| Portugal (AFP)                                      | 26             |
| Reino Unido (OCC UK Singles Chart)                  | 22             |
| República Checa (Singles Digitál Top 100)           | 51             |
| República Dominicana (SodinPro)                     | 30             |
| Singapur (RIAS)                                     | 1              |
| Sudáfrica (TOSAC)                                   | 38             |
| Suecia (Sverigetopplistan)                          | 1              |
| Suiza (Schweizer Hitparade)                         | 41             |
| Vietnam (Billboard Vietnam Hot 100)                 | 1              |

| Lista (2022)                         | Mejor posición |
| ------------------------------------ | -------------- |
| Corea del Sur (Circle Digital Chart) | 14             |

## Ventas y certificaciones
| País                                               | Organismo certificador | Certificación | Ventas certificadas | Ref.    |
| Ventas                                             | Ventas                 | Ventas        | Ventas              | Ventas  |
| -------------------------------------------------- | ---------------------- | ------------- | ------------------- | ------- |
| Australia                                          | ARIA                   | Oro           | 35 000*             | [ 168 ] |
| Brasil                                             | PMB                    | 2xPlatino     | 80 000*             | [ 169 ] |
| Canadá                                             | Music Canada           | Platino       | 80 000*             | [ 170 ] |
| Francia                                            | SNEP                   | Oro           | 100 000*            | [ 171 ] |
| Streaming                                          |                        |               |                     |         |
| China                                              | QQ Music               | -             | 956 006 *           | [ 172 ] |
| Japón                                              | RIAJ                   | Oro           | 50 000 *            | [ 173 ] |
| *Cifras de ventas basadas sólo en certificaciones. |                        |               |                     |         |

## Historial de lanzamiento
| País           | Fecha                    | Formato                     | Sello                               | Ref.    |
| -------------- | ------------------------ | --------------------------- | ----------------------------------- | ------- |
| Mundo          | 19 de agosto de 2022     | Descarga digital, streaming | YG Entertainment Interscope Records | [ 174 ] |
| Italia         | 26 de agosto de 2022     | Contemporary hit radio      | Universal Music Group               | [ 175 ] |
| Estados Unidos | 30 de agosto de 2022     | Contemporary hit radio      | YG Entertainment Interscope Records | [ 176 ] |
| Mundo          | 16 de septiembre de 2022 | CD                          | YG Entertainment Interscope Records | [ 177 ] |
| Alemania       | 16 de septiembre de 2022 | Casete                      | YG Entertainment Interscope Records | [ 178 ] |
| Francia        | 16 de septiembre de 2022 | Casete                      | YG Entertainment Interscope Records | [ 178 ] |
| Mundo          | 30 de diciembre de 2022  | LP                          | YG Entertainment Interscope Records | [ 179 ] |